# بلد واحد على كل جانب
- سياسة الصين الواحدة في الممارسة العملية.
  جمهورية الصين الشعبية.
  جمهورية الصين.
  دول تعترف بجمهورية الصين الشعبية فقط.
  دول تعترف بجمهورية الصين فقط.
  دول تعترف بجمهورية الصين الشعبية، ولكن لديها علاقات شبه رسمية مع جمهورية الصين.
  دول ليس لديها علاقات مع جمهورية الصين الشعبية أو جمهورية الصين.

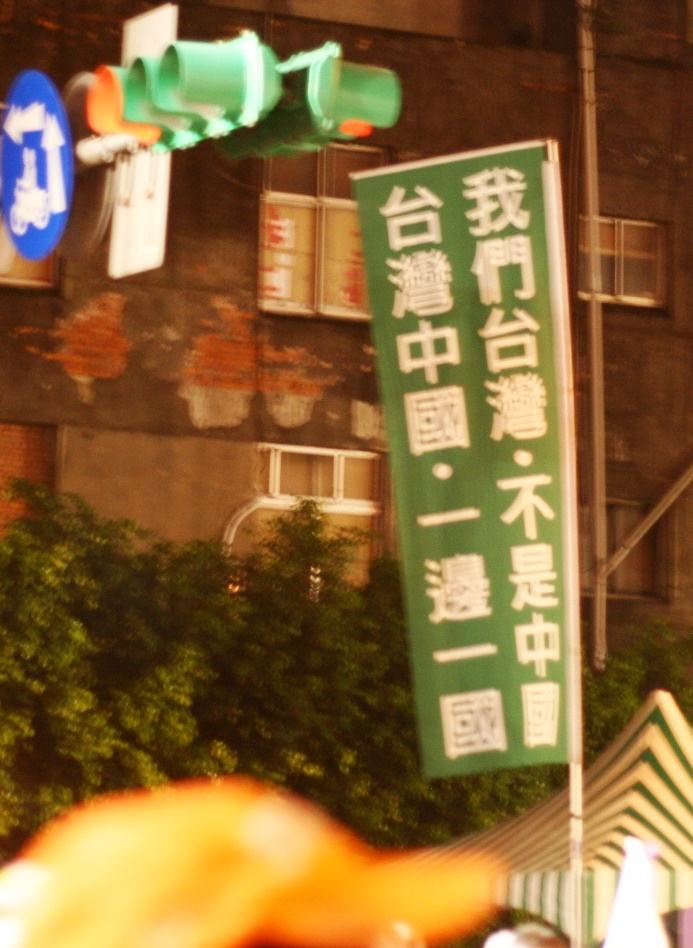
لافتة خلال تظاهرة عام 2012 في تايبيه. الترجمة: "تايوان ليست الصين. تايوان والصين، بلد واحد على كل جانب."

بلد واحد على كل جانب هو مفهوم ترسخت جذوره في حكومة الحزب الديمقراطي التقدمي بقيادة تشين شوي بيان، الرئيس السابق لجمهورية الصين (2000-2008)، فيما يتعلق بالوضع السياسي لتايوان. ويؤكد أن جمهورية الصين الشعبية وجمهورية الصين (أو بدلاً من ذلك، تايوان) هما دولتان مختلفتان (أي "صين واحدة، تايوان واحدة")، على النقيض من كيانين سياسيين منفصلين داخل نفس الدولة "الصين". هذا هو موقف أنصار التحالف الأخضر.

## تاريخ
في إعلان بينغ مينغ مين للخلاص الذاتي الفرموزي عام 1964، ذُكر أن "صين واحدة، تايوان واحدة" كانت حقيقة ثابتة (「一個中國،一個台灣」早已是鐵一般的事實).   وقد تم تقديم نفس المفهوم "صين واحدة، فورموزا واحدة" في الاقتراح الذي قدمه تشين لونج تشو وهارولد لاسويل في عام 1967 بعنوان فورموزا، الصين والأمم المتحدة: فورموزا في المجتمع الدولي.
استخدم تشين هذه العبارة في الثالث من أغسطس2002 في المؤتمر السنوي للاتحاد العالمي للجمعيات التايوانية في طوكيو عندما صرح بأنه من الضروري أن يكون واضحاً أن "مع وجود تايوان والصين على جانبي مضيق تايوان، فإن كل جانب يشكل دولة".  وقد أدلى بتصريحاته باللهجة المينانية التايوانية بدلاً من الماندرين، وقد أثارت وابلاً من الانتقادات من الصحافة الصينية في البر الرئيسي، والتي كانت قد تجنبت في السابق أنواع الهجمات التي وجهتها إلى لي تينج هوي، الذي روج لـ"العلاقات الخاصة بين الدولتين". كما أعربت الولايات المتحدة عن مخاوف جدية بشأن هذا المفهوم، حيث شعرت بأن هذا المفهوم يبدو وكأنه يبتعد عن تعهد تشين السابق "أربع لاات وواحدة بدون". 
أدرج تحالف حزب العمل التايواني، الذي تأسس في 18 أغسطس 2019، شعار "بلد واحد على كل جانب" في اسمه باللغة الصينية.